# Louisa Duykers
Louisa Duyckers (Antwerpen, 13 maart 1869 - 20 december 1952) was een Vlaams schrijfster die zich tot aan haar dood inzette voor de bevordering van de Vlaamse letterkunde en het onderwijs. Samen met haar schrijversvriendinnen Marie-Elisabeth Belpaire en Hilda Ram vormde ze de vrouwelijke kern van de Vlaamse Beweging. Duyckers publiceerde verschillende romans waarin het katholieke geloof en feminisme prominente thema’s zijn. Daarnaast schreef ze ook diverse essays en was ze redactielid van onder andere het Vlaamse tijdschrift Dietsche Warande en Belfort.

## Vriendschap met M.-E. Belpaire en de Vlaamse Beweging
Louisa Duyckers, afkomstig uit een burgerlijke familie, behaalde haar diploma regentes Engels aan de normaalschool in Luik. Toch begon ze pas met schrijven na haar ontmoeting met schrijfster Marie-Elisabeth Belpaire. De twee leerden elkaar kennen in 1896 via hun gedeelde vriendschap met de Antwerpse kunstschilder Jan Van Beers en zijn dochter Ida Van Beers. Belpaire was op haar beurt door schrijfster Hilda Ram geïntroduceerd in het katholieke landschap en de Vlaamse Beweging. Het trio zou tot aan Rams overlijden in 1901 hecht blijven.
In 1896 richtten ze samen de Extension Universitaire pour les femmes op, een hogeschool speciaal voor vrouwen. De opleiding was echter alleen toegankelijk voor vrouwen uit de gegoede klasse, aangezien het inschrijvingsgeld zeer hoog lag. De studenten konden hier verschillende studierichtingen volgen, variërend van Taal- en Letterkunde tot Wijsbegeerte, Wetenschap en Hygiëne. Opmerkelijk is dat alle vakken in het Frans werden gedoceerd, met uitzondering van het vak Vlaamse Literatuur, dat in het Nederlands werd gegeven.
Drie jaar later, in 1898, hielp Duyckers Belpaire en Ram bij de oprichting van het genootschap Eigen Leven rond priester August Cuppens. Dit genootschap had als doel een platform te bieden voor Vlaamsgezinde katholieken. Ze gaven het tijdschrift Hooger Leven uit, waarin ze ijverden voor de vernederlandsing van het onderwijs. Duyckers en Belpaire namen daarnaast de redactie op zich van het tijdschrift D Lellie, dat eveneens onder het genootschap viel. In dit tijdschrift pleitten ze voor het gebruik van het Nederlands en voor vrouwenemancipatie.
In 1899 debuteerde Duyckers met het essay De keerpunten der geschiedenis in het tijdschrift Belfort. Haar eerste roman, Hoogere vlucht, verscheen in 1900. Deze katholieke roman vertelt het verhaal van de burgerlijke familie Rogiers en werd positief ontvangen, niet zozeer om haar schrijfstijl — die eerder stijf werd bevonden —, maar vanwege haar grote toewijding aan het katholieke geloof.
Na Rams overlijden in 1901 nam Duyckers haar plaats in bij de redactie van Dietsche Warande en Belfort. Daarnaast volgde ze Ram op als redacteur van de literaire reeks Wonderland, waarin zij en Belpaire sprookjes herwerkten voor kinderen. Tijdens de Eerste Wereldoorlog verbleef Duyckers samen met Belpaire in Villa Swiss Cottage, een huis in het kuststadje De Panne, dat dienst deed als verzamelplaats voor soldaten van het nabijgelegen front.
In 1919 was Duyckers medeoprichtster van de Katholieke Vlaamse Hogeschool voor Vrouwen, een school die vrouwen voorbereidde op hun rol als echtgenote en moeder.
Haar laatste roman, Ninette, verscheen in 1944.

## Prijzen
- Oeuvreprijs van de provincie Antwerpen, 1934